# 과테말라-대한민국 관계
대한민국-과테말라 관계(스페인어: Relaciones Corea del Sur-Guatemala)는 대한민국과 과테말라의 양자 관계이다. 대한민국은 과테말라에 대사관을 두고 있고, 과테말라 또한 서울특별시에 대사관을 운영 중이다. 한국국제협력단은 과테말라에 원조를 제공하고 있으며, 과테말라에는 약 6000명 정도의 한인이 거주중이다. 과테말라는 중남미 국가들 중 한국과 활발하게 교역하는 국가이며, 한국에 주로 원자재를 수출하고 있다. 2024년에는 한-중미 자유무역협정에 과테말라가 가입하며 통상 분야에서 협력이 더욱 깊어지고 있다.

## 역사
한국과 과테말라는 1962년 10월 24일에 수교하였다. 2022년에는 양국이 수교 60주년을 기념하였다.

## 같이 보기
- 대한민국의 대외 관계
- 과테말라의 대외 관계